# Lisa Simpson
Lisa Marie Simpson è un personaggio immaginario ed uno dei protagonisti della serie animata televisiva I Simpson.
Negli Stati Uniti la persona che le dà voce è la celebre doppiatrice Yeardley Smith; invece in Italia è Monica Ward. Ella apparve per la prima volta in televisione nello show americano The Tracey Ullman Show nel corto "Good Night" il 19 aprile 1987. Lisa è stata creata e disegnata dal fumettista Matt Groening mentre era in attesa nell'ufficio di James L. Brooks. Groening era stato chiamato a creare una serie di cortometraggi basati sul fumetto Life in Hell, ma decise di creare un nuovo gruppo di personaggi. La denominazione del personaggio deriva dal nome della sorella del creatore: Lisa Groening. Dopo essere apparsa sul Tracey Ullman Show per tre anni, la famiglia Simpson ebbe una propria serie su Fox, che ha debuttato il 17 dicembre 1989.
Lisa ha 8 anni ed è la secondogenita di Homer e Marge, la sorella minore di Bart e la sorella maggiore di Maggie, essendo la figlia media della famiglia Simpson. E' intelligente, gentile, ragionevole, bella e appassionata del pianeta e degli esseri viventi. L'alto intelletto e la posizione politica di sinistra di Lisa creano una barriera tra lei e gli altri bambini della sua età, il che la rende un po' solitaria ed emarginata dalla società. Lisa è una vegetariana dietetica, una forte ambientalista, una femminista e una buddhista. Forte liberale e attivista per la pace, l'uguaglianza e l'ambiente, Lisa sostiene una varietà di cause politiche. Nel tempo libero, gode di hobby come leggere e suonare il sassofono baritono, nonostante il fastidio del padre per quest'ultimo.
Lisa è anche una ottima artista marziale nonostante l'età, nella terza stagione, quando compie dieci anni, durante il suo compleanno, è costretta a svelare la sua abilità nel karate difendendosi da dei bulli più grandi.
È apparsa in altri media de I Simpson (compresi i videogiochi, I Simpson - Il film, The Simpson Ride, spot e fumetti); inoltre è a lei ispirata un'intera linea di merchandising.
Yeardley Smith inizialmente aveva provato il ruolo di Bart, mentre la doppiatrice di quest'ultimo, l'attrice Nancy Cartwright aveva provato per Lisa. Quest'ultima ha rilevato che il personaggio non era interessante al momento, così invece audizionò per Bart, e Smith dichiarò che la voce era troppo elevata per un bambino, così a lei fu dato il ruolo di Lisa. A causa del suo insolito stile di capelli, molti animatori considerarono Lisa il personaggio più difficile da trattare. Al Tracey Ullman Show nel corto, Lisa è stata più di un "Bart femminile" ed è stata altrettanto maliziosa, ma come la serie mostrerà più avanti, diventerà un personaggio più emotivo e intellettuale.
Lisa è uno dei personaggi più duraturi della serie. TV Guide l'ha classificata undicesima (assieme a Bart) nella classifica de " I 50 migliori personaggi animati di tutti i tempi". Yeardley Smith ha vinto un Premio Emmy Primetime per Eccezionale Doppiaggio Performance nel 1992. L'ambientalismo di Lisa è stato ben ricevuto, infatti diversi episodi hanno ricevuto il Genesis e il Premio Environmental Media, tra cui uno speciale "Premio Consiglio di Amministrazione Impegno Costante" nel 2001, e PETA li ha inclusi nella sua classifica de "La maggior parte degli animali benvenuti nei Personaggi TV di tutti i tempi". Nel 2000, a Lisa ed a tutto il resto della famiglia, è stata assegnata una stella sulla Hollywood Walk of Fame.

## Ruolo neI Simpson
I Simpson si avvale di un espediente narrativo detto galleggiante temporale: l'età dei personaggi, cioè, viene mantenuta costante nel tempo, e non avanza durante il susseguirsi delle serie. Anche molte date significative, come quelle di nascita, sono contraddittorie: ad esempio l'anno di nascita di Lisa è stato dichiarato in La prima parola di Lisa (4ª stagione, 1992) essere il 1984, durante le Olimpiadi estive, ma in seguito, nell'episodio "Lo show degli anni '90" (19ª stagione, 2007), in contrasto con gran parte del backgroud stabilito, è stato rilevato che Homer e Marge hanno concepito i figli nei primi anni '90. Come dimostrato nell'episodio Papà-zzo da legare (3ª stagione, 1991) Lisa ha 8 anni, pertanto dovrebbe essere nata nel 1983.
La ragazzina è una grande fan della musica jazz, come evidenziato dalla sua professionalità con il suo sassofono e il suo rapporto con il musicista Gengive Sanguinanti Murphy, che lei considera sia come un amico, sia come un idolo. Quest'ultimo è stato l'unico in grado di tirare fuori Lisa dalla sua depressione in Lisa sogna il blues (1ª stagione, 1990) e fu profondamente rattristata dalla sua morte, in Musica maestro (6ª stagione, 1995). Lisa ha avuto relazioni con diversi ragazzi, tra cui Ralph Winchester in Io amo Lisa (4ª stagione, 1993), Nelson Muntz in L'appuntamento di Lisa col teppistello (8ª stagione, 1996) e Colin in I Simpson - Il film (2007). Milhouse Van Houten ha storicamente preso una cotta per lei e in molte occasioni ha mostrato i suoi veri sentimenti, ma lei non è interessata a sviluppare un rapporto con lui.

## Creazione del personaggio

### Nascita
Matt Groening concepì prima Lisa e il resto della famiglia Simpson nel 1986, nell'ufficio del produttore James L. Brooks. Groening era stato chiamato a creare una serie di cortometraggi animati per lo show Tracey Ullman Show  e aveva intenzione di presentare un adeguamento del fumetto Life in Hell. Quando capì che con l'animazione di Life in Hell avrebbe perso i diritti di pubblicazione, Groening decise di cambiare strada, e in maniera frettolosa delineò la sua versione di una famiglia disfunzionale. La denominazione di Lisa deriva dal nome della sorella di Groening.
Lisa ha fatto il suo debutto, con il resto della famiglia Simpson, il 19 aprile 1987, in Tracey Ullman Show  nel corto "Good Night". Nel 1989, i corti si adattarono nella serie I Simpson, con una durata di circa mezz'ora su Fox Broadcasting Company. Lisa Simpson e la famiglia sono rimasti fino ad oggi i protagonisti della serie.

### Design
L'intera famiglia Simpson è stata progettata in modo tale da essere riconoscibile in silhouette. La famiglia è stata crudamente prelevata dagli schizzi di Groening. Egli presentò i disegni di base agli animatori, supponendo che li avrebbero sistemati; invece, loro tracciarono appena sui suoi disegni. Le caratteristiche fisiche di Lisa non sono generalmente utilizzate in altri personaggi, a parte in Maggie che condivide il suo stesso stile di capelli. Perciò nella progettazione di Lisa, Groening affermò che "non si prese la briga di pensare che anche le ragazze hanno Stili di capelli". Groening disegnò la famiglia in bianco e nero e in particolare nella progettazione di Lisa e Maggie, egli diede solo questo tipo di stile ai capelli: la stella spiky. Inoltre non pensò che avrebbe potuto essere colorata.
Per disegnare la testa e capelli di Lisa, la maggior parte degli animatori utilizzano il metodo "tre-due-tre accordo" che consiste in stilare una sfera, intersecarla con le linee di curvatura (una verticale, una orizzontale) al centro per indicare la posizione degli occhi, detta "linea degli occhi". Essi prendono metà linea verticale e la proseguono al di fuori della sfera, per ottenere il punto dei capelli, poi andando verso la parte posteriore della testa. In seguito, si aggiungono altri tre punti di fronte (in direzione di Lisa che si trova di fronte), poi altre tre dietro. Diversi animatori che hanno lavorato al personaggio, tra cui Pete Michels e David Silverman, considerano la parte più difficile da disegnare in Lisa. Silverman spiega che "la sua testa è così astratta" a causa dello stile dei capelli.

### Doppiaggio
Mentre i ruoli di Homer e Marge furono affidati rispettivamente a Dan Castellaneta e Julie Kavner, in quanto facenti parte del Tracey Ullman Show, i produttori decisero di iniziare un casting per i ruoli di Bart e Lisa.
Originariamente fu Nancy Cartwright a fare un'audizione per il ruolo di Lisa. Arrivando all'audizione, tuttavia, scoprì che il personaggio era descritto come una "bambina normale" e senza molta personalità. Così la Cartwright decise di fare un'audizione per Bart, ritenendolo ruolo più adatto a lei, e ottenendo la parte. Nonostante negli anni il personaggio abbia assunto un ruolo più definito e profondo, secondo Nancy Cartwright, al momento del Tracey Ullman Show, "Lisa era una semplice animazione di una bambina di otto anni senza personalità".

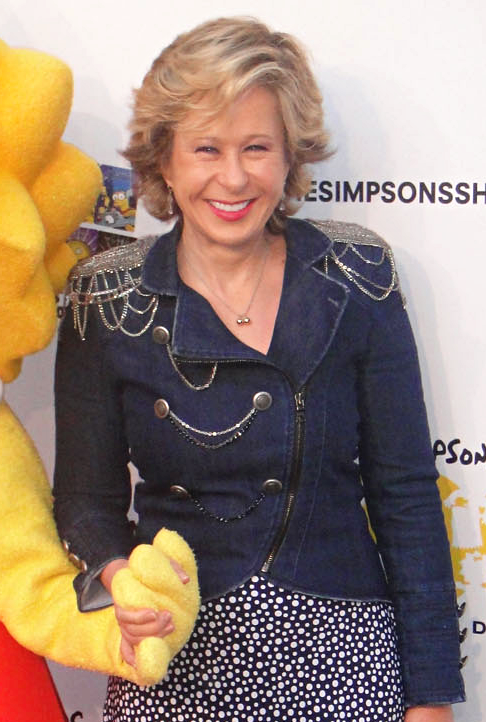
La doppiatrice Yeardley Smith

Yeardley Smith aveva inizialmente chiesto l'audizione per il ruolo di Bart, ma il direttore Bonita Pietilä ritenne che il suo tono di voce fosse troppo alto. La Smith ha ricordato più tardi: "La mia voce ha un tono troppo da bambina. Ho provato a leggere due righe di Bart, ma subito mi liquidarono con un "Grazie per essere venuta!" ".
Successivamente alla Smith fu affidato il ruolo di Lisa, alla quale inizialmente provò a dare un tono di voce più basso rispetto al suo naturale. Alla fine fu deciso per una via di mezzo.
Lisa è il solo personaggio regolare doppiato dalla Smith, anche se in alcuni episodi ha fornito la voce a Maggie.
Yeardley Smith ha doppiato personaggi diversi da Lisa solo in rare occasioni, e di solito personaggi comunque derivati da Lisa, come Lisa Bella in Ultimo tip-tap a Springfield (11ª stagione, 2000) e Lisa Jr in Missionario Impossibile (11ª stagione, 2000).
Nonostante la fama del suo personaggio, la Smith raramente viene riconosciuta in pubblico. Ha ricevuto un Emmy nel 1992, ma ha sempre ritenuto che non valesse nulla: "Parte di me sente che non è stato un vero Emmy." Questo perché l'Emmy per Eccezionale Doppiaggio Performance fa parte delle Arti Creative che non sono votate dai regolari elettori degli Emmy e non sono distribuite nel corso della trasmissione televisiva. La Smith, tuttavia, dice: "Se dovessi essere associata ad un personaggio della serie, vorrei che questo fosse Lisa Simpson".
Fino al 1998, Yeardley Smith era pagata 30000 $ per ogni episodio. Nello stesso anno, nel corso di una controversia, la Fox aveva minacciato di sostituire i sei principali doppiatori. La controversia venne presto risolta e la Smith riuscì a ottenere 125000 $ per ogni episodio fino al 2004, quando i doppiatori chiesero nuovamente un aumento a 360000 $ per episodio.
La questione venne risolta un mese più tardi e la Smith arrivò a guadagnare 250000 $ per ogni episodio. Infine, nel 2008, dopo un'ulteriore negoziazione, i doppiatori ottennero di venire pagati 400000 $ per episodio.
In Italia, Lisa è sempre stata doppiata da Monica Ward.

## Personaggio

### Infanzia
Lisa, sin da piccola, ha sempre avuto una strana intelligenza. Ha dovuto sopportare gli scherzi di Bart e ha faticato a seguire la sua passione per il sassofono, perché quello è uno strumento molto odiato dai Simpson.

### Sviluppo
Nel corto del Tracey Ullman Show Lisa è stata più di un "Bart femminile" ed è stata altrettanto maliziosa. Come la serie mostrerà più avanti, Lisa ha iniziato a sviluppare il carattere in modo più intelligente e più emotivo, per esempio "Krusty va al fresco" (1ª stagione, 1990) è uno dei primi episodi in cui la sua vera intelligenza è pienamente dimostrata. Molti episodi concentrati su Lisa hanno un carattere emotivo, per esempio nella prima parte di "Lisa sogna il blues" (1ª stagione, 1990). L'idea dell'episodio è stato posto da James L. Brooks che aveva voluto fare un episodio emotivo in cui Lisa è triste, perché lo spettacolo aveva fatto molti "episodi jokey".
L'episodio "Lisa la vegetariana" (7ª stagione, 1995) ha visto Lisa diventare vegetariana, facendo così sviluppare un personaggio televisivo unico. L'episodio è stato scritto da David S. Cohen (nel suo primo solista, la scrittura di credito). L'idea la ebbe un giorno mentre una persona mangiava il pranzo. Era il produttore esecutivo David Mirkin, che a quel momento era diventato recentemente vegetariano; infatti rapidamente approvò l'idea. Molte esperienze di Lisa si basano sugli avvenimenti accaduti a Mirkin, quando è diventato vegetariano. Ospiti dell'episodio sono il musicista Paul McCartney e sua moglie Linda, vegetariani e manifestanti dei diritti degli animali. La coppia apparve all'episodio grazie ad una condizione: Lisa continuerà ad essere vegetariana per il resto della serie ed esso non tornerà la prossima settimana. Il tratto è rimasto ed è, insieme alla conversione al buddismo, una delle poche caratteristiche permanenti apportate in mostra, nonostante in un episodio Lisa ammetta di essere annoiata dalla dieta vegetariana.

### Aspetto
In una delle puntate si scopre che Lisa porta l'apparecchio ai denti ma che è quasi invisibile.
Lisa si veste sempre con un vestitino arancione che le arriva fino alle ginocchia, un paio di scarpe arancioni e una collana di perle bianca che non toglie quasi mai, perché essa è un ricordo della madre. Quando deve relazionarsi con l'acqua per esempio per andare al mare o in piscina indossa sempre un costume a pezzo intero di colore rosso.

### Personalità
(Yeardley Smith)
Lisa vede se stessa come una disadattata all'interno della famiglia Simpson, a causa della sua intelligenza e le convinzioni liberali. È spesso messa in imbarazzo dalla sua eccentrica famiglia: suo padre con poche competenze genitoriali e una buffa personalità; sua madre stereotipata e bigotta, incapace di riconoscere anomalie sociali, e il fratello delinquente e dalla natura rozza. È anche preoccupata per il fatto che Maggie crescendo diventi come il resto della famiglia e perciò cerca di insegnarle le sue idee complesse; in un episodio però crede che la sorella sia più intelligente di lei e allora sentendosi inferiore scappa di casa. Alla fine, tuttavia, si rivela sempre molto fedele alla famiglia, come dimostra il Flash-forward "Il matrimonio di Lisa", che tratta le sue preoccupazioni con l'introduzione del suo futuro fidanzato di cultura, che si dimostra insofferente alla famiglia di Lisa. Nel episodio "Mamma Simpson" (1995) incontra la sua nonna paterna Mona Simpson per la prima volta: è da questa che Lisa ha ereditato la sua intelligenza e la sua proprietà di linguaggio, nonché alcune sue idee radicali.
In Il nemico di Homer (1997), si dice che Lisa ha un Q.I. di 156 ed è un membro del Mensa di Springfield. Però nell'episodio Springfield utopia delle utopie è accolta dagli altri membri del Mensa, sembra per la prima volta.
Se non riesce a frequentare la scuola a causa di uno sciopero dei docenti come in Il consiglio professori-genitori si scioglie (1995), ha in riserva una sorta di "scuola di ritiro", e disperatamente chiede a Marge di darle un voto in quanto ha un disperato bisogno che qualcuno le dica che è speciale e intelligente. Lisa occasionalmente si preoccupa della sua famiglia e delle sue ottuse abitudini, ovviamente diverse dalle sue, e in "Lisa la Simpson" paventerà l'idea che il "gene Simpson" inizi a fare effetto anche su di lei, facendola diventare stupida quanto il padre, il fratello e il nonno. In seguito emerge che il gene si trova sul cromosoma Y, e quindi solo i maschi subiscono l'"istupidimento Simpson". Lisa ha anche una profonda integrità morale, come ha dimostrato quando ha truccato il compito sul romanzo Il vento tra i salici raggiungendo il voto più alto: A + + +; ma più tardi ammetterà la sua disonestà al Direttore Skinner e si autoassegnerà una F. Nonostante la sua elevata intelligenza, Lisa ha problemi tipici dell'infanzia, che a volte richiedono l'intervento degli adulti. Ad esempio, in "Abbiamo smarrito la nostra Lisa", negligentemente Homer le consente di andare in giro da sola sull'autobus, dove si sentirà irrimediabilmente persa, come una normale bambina di 8 anni.
Le convinzioni politiche di Lisa sono generalmente molto liberal e progressiste, e simpatizzanti con il Partito Democratico. È vegetariana, animalista, ambientalista, femminista e una sostenitrice del Movimento del Tibet Libero. Inizialmente favorevole alla chiesa cristiana in cui ella è stata cresciuta, Lisa è diventata in seguito una praticante buddhista (episodio Lei di poca fede) seguendo nella sua decisione il Nobile Ottuplice Sentiero. Nonostante sia una scettica nei confronti di molti fenomeni religiosi (a parte sulla sua fede buddhista), come si vede in Lisa la scettica, nell'episodio Bifolchi di coccio e manici di scopa diventa simpatizzante di un trio Wicca, in quanto vuole far parte di un gruppo di ragazze, anche se poi abbandonerà prontamente il gruppo. Ci sono stati diversi casi in cui Lisa ha utilizzato misure estreme per ottenere il suo obiettivo, ad esempio gettando vernice rossa sul cappotto di pelliccia che indossa Krusty il Clown, per poi domandare al clown, mentre le guardie la trascinano via, quando si terrà il suo spettacolo.
Durante le prime stagioni Lisa è meno estremista nelle cause civili e presenta un temperamento più simile a quello della madre, talvolta eguagliandola in religiosità e moralismo; gradualmente, tuttavia, convertendosi al buddhismo e sposando cause come il vegetarianismo e l'ambientalismo, Lisa inizia a comportarsi come una vera e propria contestatrice, dimostrando talvolta anche atteggiamenti anticlericali.
In alcuni momenti Lisa mostra un carattere più superficiale e da alcuni punti di vista simile a quello di Bart o Homer. Lisa in più di un'occasione ha dimostrato un ego enorme, più grande degli altri membri della famiglia. Sebbene sembri spesso empatica e abbracci in più occasioni cause liberali in diversi episodi si evince che questa sia più un modo per manifestare la propria superiorità nei confronti degli altri. Nell'episodio della nona stagione, "Bart star del football", Lisa, quando Ned forma una squadra di football, tenta di entrarvi solo perché convinta che alle donne vi fosse precluso, per poi scoprire che c'erano già tre bambine in squadra: a quel punto rifiuta di entrarvi, usando come pretesto il supposto utilizzo di pelle di vitello per fare i palloni, venendo quindi smentita un'altra volta dato che essi sono, in realtà, di pelle sintetica e i ricavi del loro acquisto vanno in parte ad Amnesty International; a quel punto lei, visibilmente sconvolta, se ne va perché non può protestare su niente, dimostrando che più che su quello che protesta, lei tiene alla protesta stessa e alla sensazione di essere migliore degli altri perché le appoggia. Non sono mancati poi i casi in cui si è dimostrata ipocrita, tipo quando Homer cercando di fare una buona azione, ruba i regali di tutti i cittadini di Springfield a Natale, mal interpretando la dottrina buddista sull'illusorietà dei beni terreni: quando il padre sta per venire linciato dalla folla, lei si trova in mezzo a questa, nonostante sia stata proprio lei a parlare di questa cosa al padre ed essendo arrabbiata per il furto dei propri regali, nonostante non dovrebbe festeggiarlo neanche il Natale. Anche la sua empatia si dimostra spesso un altro modo per gratificare se stessa: nell'episodio della ventisettesima stagione "Come Lisa ha riavuto la sua Marge", ha apertamente ignorato la madre perché non le piaceva la sua musica e, nonostante il tentativo di quest'ultima di riconciliarsi, lei ha continuato imperterrita, arrivando a voltarle le spalle nonostante lei stesse piangendo, riconciliandosi solo alla fine e solo perché alla fine lei odiava a sua volta diversi aspetti di Marge e considerando la cosa più un obbligo verso se stessa che verso sua madre. Questo suo "lato oscuro" si evince ancora di più quando si confrontano le sue cattive azioni con quelle di Bart: lui fa scherzi in continuazione, e spesso sono anche parecchio distruttivi, ma non si è mai mostrata nessuna intenzione da parte sua di danneggiare una persona, e nei rari casi in cui questo succede, o questa è stata istigata da qualcun altro, oppure non è eseguita intenzionalmente e mostra sempre di avere rimorso appena si accorge delle conseguenze di quello che ha fatto. Lisa, invece, fa raramente qualcosa di male, ma quando lo fa, mostra rimorso solo all'ultimo o, a volte, mai e, spesso, mostra anche un certo sadismo mentre le compie, aspetto che pur vedendosi in misura maggiore negli special di Halloween, non manca nelle puntate normali. Quando ottiene un'ingiunzione nei confronti di Bart e Homer le costruisce una lancia di sette metri per rispettarla lei si diverte a tormentarlo in ogni momento della giornata senza mai dargli pace e addirittura costringendolo a mangiare fuori mentre sta piovendo, e quando questa viene estesa a sessanta metri lei non fa niente nonostante lui sia costretto a dormire fuori in mezzo ai cani e rinunciando a questa solo nel momento in cui crede che lui le stia facendo una statua di paglia. Ancora peggio è quando fa un test confrontando l'intelligenza di Bart con quella del suo criceto adoperando quelle che tecnicamente sono vere e proprie torture mettendolo in situazioni pericolose e dandogli persino l'elettroshock, non pentendosi mai delle proprie azioni. Ancora si può parlare di quando un test attitudinale la convince che la sua vocazione era la casalinga e sconfortata inizia a comportarsi da teppista fumando in classe, vandalizzando il banco con un coltello e arrivando a rubare gli stessi programmi per gli insegnanti gettando la scuola nel caos e addirittura lo stesso Bart la rimprovera dicendo che per un'azione del genere potevano espellerla.
Sotto questo aspetto, il comportamento di Lisa è andato peggiorando nel corso degli anni facendola diventare sempre più simile allo stereotipo del contestatore liberale che protesta per il gusto di sentirsi superiore più che per le cause in sé e che ha un bisogno ossessivo di distinguersi e disprezzare la massa. Anche il suo atteggiamento nei confronti della famiglia è peggiorato: in diverse puntate sottolinea senza mezzi termini come li disprezzi e non aspetti altro che andarsene e fare una vita migliore, nonostante tutti loro abbiano sempre dimostrato di volerle bene e di essere sempre disposti ad appoggiarla, quando vedono la sincerità delle sue buone azioni.

### Rapporto con la famiglia
Lisa ha sempre avuto un rapporto difficile con suo padre Homer, dato che questi è completamente diverso da lei: Lisa è colta e raffinata, mentre Homer è rozzo e considera "stupide" la gran parte delle cose che piacciono a lei o non riesce a comprenderle affatto (il teatro dell'opera, i diritti degli animali, ecc.). Nonostante ciò, Homer tiene moltissimo a Lisa e, pur di farle piacere, si sforza sempre di partecipare anche a cose che alla figlia piacciono molto e che lui invece detesta. Alla fine Lisa riconosce questo e mostra di volere molto bene al padre. Homer è inoltre il primo a difendere e sostenere Lisa qualsiasi cosa faccia e ha fatto moltissimi sacrifici per lei (ad esempio ha venduto il biglietto per un giro sul dirigibile Duff per farla partecipare a un concorso di bellezza e tirarle su il morale). Inoltre, i gusti di Homer e Lisa non sono sempre così distanti: entrambi amano leggere la saga letteraria di Angelica Button (parodia di Harry Potter) che hanno iniziato e finito insieme (in tale circostanza, Homer le mentirà sul finale della serie, omettendo la morte tragica di uno dei personaggi principali). In più di una puntata, quando Lisa sembra aver gettato la spugna su una causa o una protesta intrapresa (ad esempio contro l'impero mediatico Burns) è Homer ad aiutarla a riprendersi e vincere.
Bart e Lisa sono storicamente rivali ma la loro antipatia è più fonte di gag che un reale odio. Bart detesta ammetterlo, ma le vuole molto bene e spesso si rivela anche molto protettivo nei suoi confronti (ad esempio non vuole che Lisa frequenti Nelson o Milhouse asserendo che può avere di meglio; in una puntata addirittura si sacrifica facendosi punire dal preside della scuola anziché lasciar castigare la sorella). Ama farle scherzi e prenderla in giro ma è, in fondo, un buon fratello maggiore (in una puntata la difende quando un bullo le ha distrutto i suoi dolcetti). Tra l'altro, la prima parola di Lisa fu appunto "Bart", pronunciata quando lo ha visto andarsene via arrabbiato. Inoltre chiama il fratello con un appellativo affettuoso: Babi.
Marge e Lisa vanno molto d'accordo, tranne quando quest'ultima si lascia trascinare in atti di protesta. Nonostante le apparenze, Marge è molto meno tollerante di Homer e non riesce a capire come Lisa non si comporti come "una ragazza normale". Quando Marge era giovane somigliava molto a Lisa: era una ragazza piena di speranze e di aspettative per il futuro, ottima studentessa che sognava di fare carriera. Ma poi ha conosciuto Homer che l'ha messa incinta prima che potesse laurearsi e l'ha costretta a rinunciare ai suoi sogni per assumere il ruolo di madre e casalinga. In più di una puntata, è messo in risalto come Lisa abbia il timore di fare la stessa fine di Marge.

### Talenti
Lisa è il membro più intelligente della famiglia Simpson, e molti episodi della serie sono concentrati sulle sue lotte per le varie cause che di volta in volta sostiene. Lisa è anche estremamente colta in una moltitudine di campi, nonostante l'età ha una vastissima conoscenza di materie scolastiche di scuole superiori e persino di argomenti universitari. La conoscenza di Lisa copre una vasta gamma di argomenti, da astronomia, informatica, filosofia alla medicina, oltre che ai problemi sociali che affliggono Springfield. Talvolta, tuttavia, si dimostra incapace di tollerare punti di vista diversi dal suo, finendo per passare dalla ragione al torto: in Lisa la vegetariana, il suo crescente senso di rettitudine morale per quanto riguarda il suo vegetarianismo la porta a sabotare un barbecue "a base di carne" preparato da Homer, in atto di disapprovazione. Il suo stile di vita però nell'episodio Picciotti da strapazzo della 24ª stagione la porta a diventare anemica a causa della carenza di ferro.
Ha una spiccata passione per la musica, specie per quella jazz, che dimostra suonando il suo sassofono sia in pubblico che in privato. Sassofono a cui tiene particolarmente in quanto le è stato regalato da suo padre (Il sassofono di Lisa) con i soldi che risparmiava per comprare un condizionatore nuovo. In una delle puntate frequenta addirittura, per una settimana, un campo per le arti.
Lisa, come si vede in diversi episodi, è anche una cintura blu di Karate Shotokan, ed è così matura e saggia che nell'episodio Homer il padre ammette di essere il tesoriere di famiglia da anni.

## Accoglienza

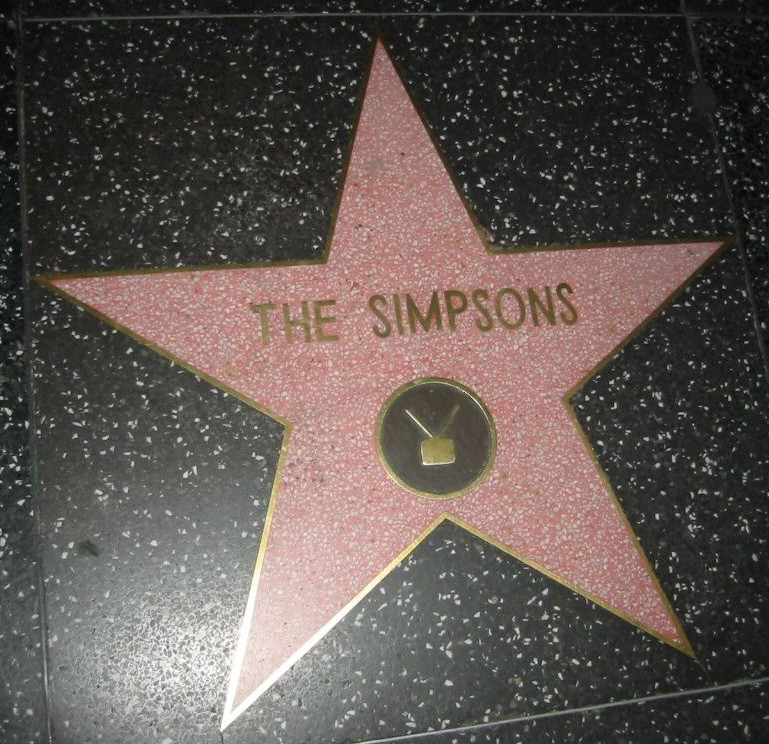
Nel 2000, a Lisa e al resto della famiglia Simpson è stata assegnata una stella sulla Hollywood Walk of Fame.

L'ambientalismo di Lisa è stato ben accolto. Nel 2001 Lisa ha ricevuto uno speciale "Premio Consiglio di Amministrazione Impegno Costante" al Environmental Media Awards. "Lisa la vegetariana" ha vinto sia al Media Awards il "Migliore Commedia Televisiva Episodica" e un Genesis per "Migliore Commedia in Serie Televisiva, In Corso D'Impegno". Molti altri episodi che caratteristica Lisa nel parlare dei diritti degli animali, hanno vinto molti Premi Genesis, compreso "La festa delle mazzate" nel 1994, "Bart vince un elefante" nel 1995, "Million Dollar Abe", che ha vinto il "Premio Sid Caesar per la Commedia" nel 2007. Nel 2004, l'organizzazione PETA per i diritti degli animali, incluse Lisa sulla nella loro classifica de "La maggior parte degli animali benvenuti nei Personaggi TV di tutti i tempi".
Lisa è stata elencata all'undicesimo posto (insieme a Bart) nella classifica di TV Guide ne " I 50 migliori personaggi animati di tutti i tempi". Yeardley Smith ha vinto numerosi premi per esprimere Lisa, compreso un Premio Emmy Primetime per Eccezionale Doppiaggio Performance nel 1992 per "Lisa l'indovina". Diversi episodi in cui Lisa è fortemente caratterizzata, hanno vinto degli Emmy per Programma Animato in Sospeso, compreso "Homer contro Lisa e l'ottavo comandamento" nel 1991, "Il matrimonio di Lisa" nel 1995 e "HOMR" nel 2001.
Nel 2000 è stata assegnata a Lisa ed al resto della famiglia Simpson una stella sulla Hollywood Walk of Fame situata al 7021 di Hollywood Boulevard.

### Merchandising
Lisa è stata inclusa in molte pubblicazioni, giocattoli, e altre merci de I Simpson. Il libro di Lisa parla di lei, della sua personalità e gli attributi, è stato commercializzato nel 2006 ed è disponibile in commercio. Altre merci comprendono bambole, poster, figurine, Bambole Bobblehead, tazze, e l'abbigliamento, come ciabatte, magliette, berretti da baseball, e boxer. Lisa è apparsa in spot per Burger King, Butterfinger, CC Lemon e Ramada Inn.
Lisa è apparsa in altri media, sempre in materia de I Simpson.
Lei è apparsa in ogni videogioco de I Simpson, compreso I Simpson - Il videogioco, pubblicato nel 2007. Accanto alle serie televisive, Lisa appare regolarmente sui fumetti di Simpsons Comics, che sono state pubblicate per la prima volta il 29 novembre 1993 e sono ancora pubblicati in mensile. Lisa svolge anche un ruolo in The Simpsons Ride, lanciato nel 2008 a Universal Studios Florida e Hollywood.